# Tipula chimaera
Tipula chimaera är en tvåvingeart som beskrevs av Evgenyi Nikolayevich Savchenko 1969. Tipula chimaera ingår i släktet Tipula och familjen storharkrankar. Inga underarter finns listade i Catalogue of Life.